# Metro w Ningbo
Metro w Ningbo – system metra w Ningbo, otwarty w 2014 roku. Na koniec 2019 roku 4 linie metra miały łączną długość około 97 km, dziennie zaś korzystało z nich średnio 0,46 mln pasażerów.

## Historia

### Początki
Budowę metra w Ningbo rozpoczęto w czerwcu 2009 roku. Uroczyste otwarcie pierwszej linii metra o numerze 1, liczącej początkowo 20 stacji, odbyło się 30 maja 2014 roku. 26 września 2015 roku oddano do użytku linię nr 2, o długości 28 km, która połączyła port lotniczy Ningbo-Lishe z dworcem głównym, obsługującym koleje dużych prędkości. W marcu 2016 roku wydłużono linię nr 1 o kolejne 25 km. Pod koniec 2018 roku system metra w Ningbo miał łączną długość tras około 75 km. 

### Dalszy rozwój
30 czerwca 2019 roku otwarto linię nr 3 o długości 16 km. Pod koniec września 2019 roku oddano do użytku linię Ningfeng (oznaczaną też S3), która jest wydłużeniem linii nr 3 i docelowo w kolejnej fazie budowy ma połączyć system metra z miastem Fenghua. W trakcie budowy są wydłużenia linii nr 2, 3, Ningfeng oraz nowe linie o numerach 4 i 5, o łącznej długości 96 km.

## Linie
W lutym 2020 roku metro w Ningbo liczyło 4 linie, ponadto trwały prace nad budową kolejnych nowych linii oznaczonych numerami 4 i 5.

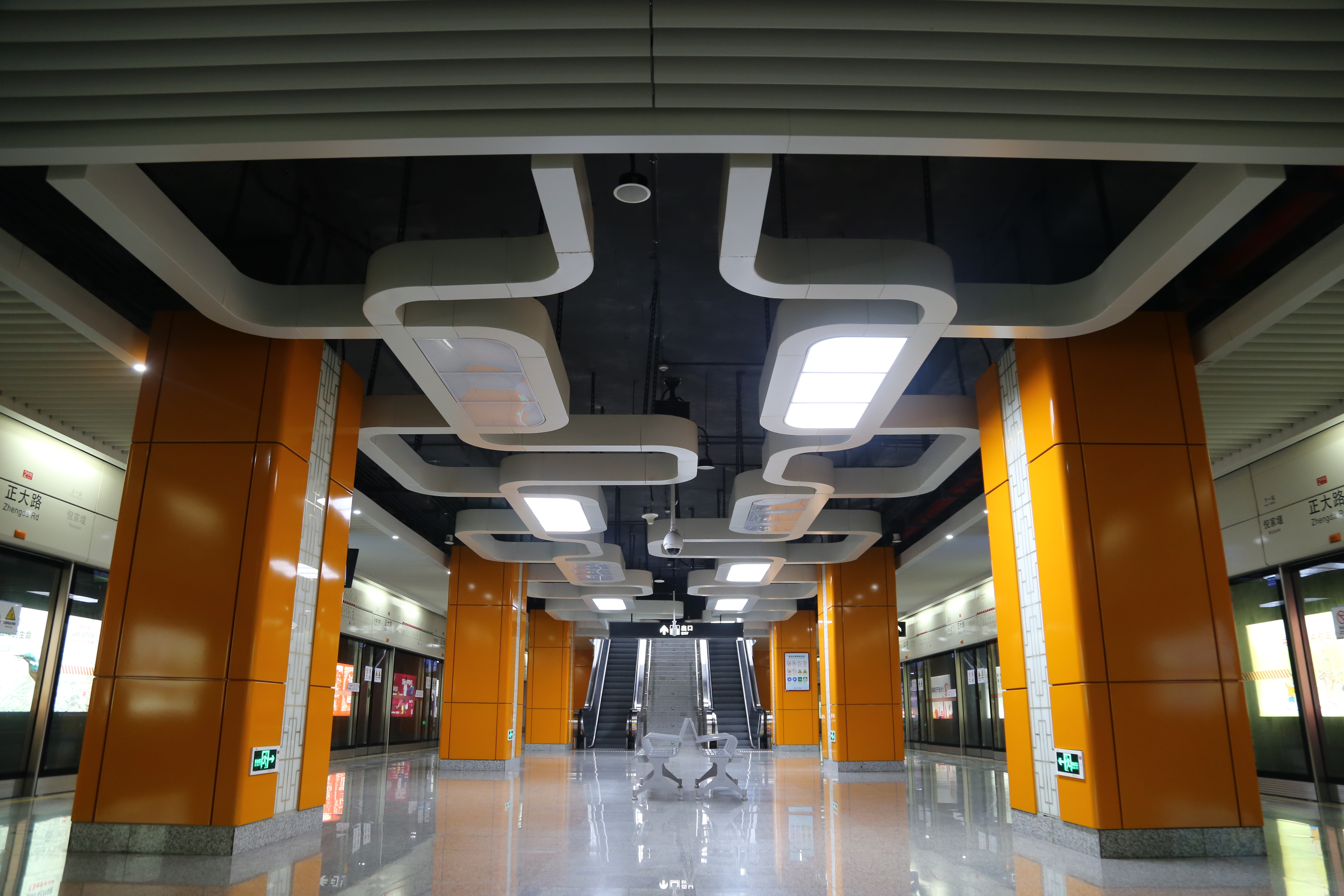
Stacja Zhengda Road

Mapa metra (kolor szary – linie i odcinki w budowie)

| Linia    | Stacje końcowe (dzielnice)  | Stacje końcowe (dzielnice) | Data otwarcia | Ostatnia rozbudowa | Długość km | Stacje | Możliwości przesiadki |
| -------- | --------------------------- | -------------------------- | ------------- | ------------------ | ---------- | ------ | --------------------- |
| 1        | Gaoqiao West                | Xiapu                      | 2014          | 2016               | 46         | 29     | 2 3                   |
| 2        | Lishe International Airport | Qingshuipu                 | 2015          | -                  | 28         | 22     | 1 3                   |
| 3        | Datong Bridge               | Gaotang Bridge             | 2019          | –                  | 17         | 15     | 1 2 Ningfeng          |
| Ningfeng | Gaotang Bridge              | Minghui Road               | 2019          | -                  | 6          | 3      | 3                     |
| Razem    | Razem                       | Razem                      | Razem         | Razem              | 97         | 69     |                       |